# Luisa Amálie Brunšvicko-Wolfenbüttelská
Luisa Amálie Brunšvicko-Wolfenbüttelská (29. ledna 1722 – 13. ledna 1780, Berlín) byla sňatkem s Augustem Vilémem pruskou princeznou.

## Původ
Luisa se narodila na zámku Bevern u Holzminden/Weser jako dcera Ferdinanda Albrechta II. Brunšvicko-Wolfenbüttelského a Antonie Amálie Brunšvicko-Wolfenbüttelské. Její sestrou byla manželka pruského krále Fridricha II. Alžběta Kristýna Brunšvicko-Bevernská nebo také dánská a norská královna Juliana Marie Brunšvická.

## Manželství
6. ledna 1742 se Luisa provdala za Augusta Viléma Pruského, druhého syna krále Fridricha Viléma I. a Žofie Dorotey Hannoverské. Starším bratrem prince Augusta byl vládnoucí král Fridrich II. Veliký, manžel Luisiny sestry Alžběty Kristýny, s níž neměl potomky. Dědicem trůnu se tak v roce 1786 stal Luisin syn Fridrich Vilém. V době vdovství dostala palác Kronprinzenpalais.

## Potomci
- Fridrich Vilém II. (25. září 1744 – 16. listopadu 1797), kurfiřt a markrabě braniborský, kníže neuchâtelský, pruský král od roku 1786 až do své smrti,
⚭ 1765 Alžběta Kristýna Ulrika Brunšvicko-Wolfenbüttelská (9. listopadu 1746 – 18. února 1840), sňatek anulován v roce 1769
⚭ 1769 Frederika Luisa Hesensko-Darmstadtská (16. října 1751 – 25. února 1805)
- Jindřich Pruský (30. prosince 1747 – 26. května 1767), zemřel svobodný a bezdětný
- Vilemína Pruská (7. srpna 1751 – 9. června 1820), pruská princezna, ⚭ 1767 Vilém V. Oranžský (8. března 1748 – 9. dubna 1806), princ oranžský, místodržitel nizozemský
- Emil Pruský (1758–1759)

## Tituly a oslovení
- 29. ledna 1722 – 6. ledna 1742: Její Jasnost vévodkyně Luisa Brunšvicko-Wolfenbüttelská
- 6. ledna 1742 – 13. ledna 1780: Její Královská Výsost pruská princezna